# Cody Zeller
Cody Allen Zeller, né le 5 octobre 1992 à Washington dans l'État de l'Indiana, est un joueur américain de basket-ball évoluant au poste de pivot et mesurant 2,10 m. 
Ses frères Tyler et Luke sont aussi joueurs professionnels de basket-ball.

## Biographie

### Carrière universitaire
Il joue deux ans avec les Hoosiers de l'université de l'Indiana à Bloomington entre 2011 et 2013. Il s'inscrit pour la draft 2013 avec son coéquipier Victor Oladipo.

### Carrière professionnelle

#### Bobcats/Hornets de Charlotte (2013-2021)
Il est choisi en quatrième position par les Bobcats de Charlotte lors de la draft 2013 de la NBA.
Au début de la saison 2013-2014, il signe un contrat avec Jordan Brand comme nouveau représentant de la marque.
En 82 matchs lors de sa première saison, il tourne à 6,0 points, 4,3 rebonds et 1,1 passe décisive en 17,3 minutes de moyenne par match. Le 22 mai 2014, il est nommé dans la seconde meilleure équipe de rookies.
Lors de la saison 2014-2015, après quelques matchs, il est titularisé à la place de Marvin Williams. Durant le premier quart de la saison, il tourne à 7,8 points et 5,3 rebonds en 23,4 minutes par match.

#### Trail Blazers de Portland (2021-2022)
Agent libre à l'été 2021, Cody Zeller signe un an avec les Trail Blazers de Portland. Il est licencié en février 2022.

#### Heat de Miami (2023)
Le 20 février 2023, il signe avec le Heat de Miami.

#### Pelicans de La Nouvelle-Orléans (2023-2024)
Début juillet 2023, il signe pour une saison et 3,1 millions de dollars avec les Pelicans de La Nouvelle-Orléans.

#### Hawks d'Atlanta (2024-février 2025)
En juillet 2024, Zeller rejoint les Hawks d'Atlanta dans un échange avec les Pelicans.

#### Rockets de Houston (février-mars 2025)
En février 2025, il est transféré aux Rockets de Houston. Début mars 2025, il est coupé sans avoir joué avec les Rockets.

## Palmarès
- Champion de la Conférence Est en 2023 avec le Heat de Miami.
- NBA All-Rookie Second Team en 2013-2014.

## Statistiques

### Universitaires
| Saison    | Équipe   | Matchs | Titul. | Min./m | % Tir | % 3pts | % LF | Rbds/m. | Pass/m. | Int/m. | Ctr/m. | Pts/m. |
| --------- | -------- | ------ | ------ | ------ | ----- | ------ | ---- | ------- | ------- | ------ | ------ | ------ |
| 2011-2012 | Indiana  | 36     | 36     | 28,5   | 62,3  | 0,0    | 75,5 | 6,56    | 1,25    | 1,33   | 1,17   | 15,64  |
| 2012-2013 | Indiana  | 36     | 36     | 29,5   | 56,2  | 0,0    | 75,7 | 8,03    | 1,31    | 1,03   | 1,25   | 16,50  |
| Carrière  | Carrière | 72     | 72     | 29,0   | 59,1  | 0,0    | 75,6 | 7,29    | 1,28    | 1,18   | 1,21   | 16,07  |

### Professionnelles

#### Saison régulière
| Saison    | Équipe    | Matchs | Titul. | Min./m | % Tir | % 3pts | % LF | Rbds/m. | Pass/m. | Int/m. | Ctr/m. | Pts/m. |
| --------- | --------- | ------ | ------ | ------ | ----- | ------ | ---- | ------- | ------- | ------ | ------ | ------ |
| 2013-2014 | Charlotte | 82     | 3      | 17,3   | 42,6  | 0,0    | 73,0 | 4,30    | 1,12    | 0,49   | 0,50   | 5,98   |
| 2014-2015 | Charlotte | 62     | 45     | 24,0   | 46,1  | 100,0  | 77,4 | 5,84    | 1,61    | 0,55   | 0,79   | 7,61   |
| 2015-2016 | Charlotte | 73     | 60     | 24,3   | 52,9  | 10,0   | 75,4 | 6,23    | 0,97    | 0,78   | 0,86   | 8,74   |
| 2016-2017 | Charlotte | 62     | 58     | 27,8   | 57,1  | 0,0    | 67,9 | 6,53    | 1,60    | 1,00   | 0,94   | 10,31  |
| 2017-2018 | Charlotte | 33     | 0      | 19,0   | 54,5  | 66,7   | 71,8 | 5,36    | 0,94    | 0,42   | 0,64   | 7,06   |
| 2018-2019 | Charlotte | 49     | 47     | 25,4   | 55,1  | 27,3   | 78,7 | 6,80    | 2,08    | 0,78   | 0,84   | 10,14  |
| 2019-2020 | Charlotte | 58     | 39     | 23,1   | 52,4  | 24,0   | 68,2 | 7,09    | 1,52    | 0,69   | 0,43   | 11,07  |
| 2020-2021 | Charlotte | 48     | 21     | 20,9   | 55,9  | 14,3   | 71,4 | 6,83    | 1,79    | 0,56   | 0,35   | 9,40   |
| 2021-2022 | Portland  | 27     | 0      | 13,1   | 56,7  | 0,0    | 77,6 | 4,60    | 0,80    | 0,30   | 0,20   | 5,20   |
| 2022-2023 | Miami     | 15     | 2      | 14,5   | 62,7  | 0,0    | 68,6 | 4,30    | 0,70    | 0,20   | 0,30   | 6,50   |
| Carrière  | Carrière  | 509    | 275    | 22,0   | 52,2  | 21,8   | 73,0 | 5,90    | 1,40    | 0,60   | 0,60   | 8,40   |

Mise à jour le 2 juillet 2023

#### Playoffs
| Saison   | Équipe    | Matchs | Titul. | Min./m | % Tir | % 3pts | % LF | Rbds/m. | Pass/m. | Int/m. | Ctr/m. | Pts/m. |
| -------- | --------- | ------ | ------ | ------ | ----- | ------ | ---- | ------- | ------- | ------ | ------ | ------ |
| 2014     | Charlotte | 4      | 0      | 13,2   | 33,3  | 0,0    | 50,0 | 2,25    | 0,50    | 0,00   | 0,75   | 2,00   |
| 2016     | Charlotte | 7      | 2      | 19,6   | 55,3  | 0,0    | 81,0 | 5,29    | 0,29    | 0,14   | 0,43   | 8,43   |
| 2023     | Miami     | 21     | 0      | 8,3    | 57,1  | 0,0    | 40,0 | 2,30    | 0,30    | 0,10   | 0,20   | 2,20   |
| Carrière | Carrière  | 32     | 2      | 11,4   | 53,7  | 0,0    | 62,5 | 2,90    | 0,30    | 0,10   | 0,30   | 3,50   |

Mise à jour le 2 juillet 2023

## Records sur une rencontre en NBA
Les records personnels de Cody Zeller en NBA sont les suivants, :
| Type de statistique        | Saison régulière | Saison régulière          | Saison régulière | Playoffs | Playoffs        | Playoffs      |
| Type de statistique        | Record           | Adversaire                | Date             | Record   | Adversaire      | Date          |
| -------------------------- | ---------------- | ------------------------- | ---------------- | -------- | --------------- | ------------- |
| Points                     | 28               | Warriors de Golden State  | 25 février 2019  | 12       | 2 fois          | 2 fois        |
| Paniers marqués            | 13               | Warriors de Golden State  | 25 février 2019  | 4        | 2 fois          | 2 fois        |
| Paniers tentés             | 15               | Nets de Brooklyn          | 28 décembre 2018 | 8        | Heat de Miami   | 23 avril 2016 |
| Paniers à 3 points réussis | 3                | @ Clippers de Los Angeles | 28 octobre 2019  | -        | -               | -             |
| Paniers à 3 points tentés  | 4                | 2 fois                    | 2 fois           | -        | -               | -             |
| Lancers francs réussis     | 10               | Pistons de Détroit        | 7 décembre 2015  | 4        | 2 fois          | 2 fois        |
| Lancers francs tentés      | 15               | Knicks de New York        | 11 novembre 2015 | 6        | Heat de Miami   | 29 avril 2016 |
| Rebonds offensifs          | 7                | 2 fois                    | 2 fois           | 3        | Heat de Miami   | 23 avril 2016 |
| Rebonds défensifs          | 11               | 3 fois                    | 3 fois           | 6        | 2 fois          | 2 fois        |
| Rebonds totaux             | 15               | @ Kings de Sacramento     | 30 octobre 2019  | 8        | Heat de Miami   | 23 avril 2016 |
| Passes décisives           | 8                | @ Spurs de San Antonio    | 1er février 2020 | 2        | Heat de Miami   | 26 avril 2014 |
| Interceptions              | 5                | @ Cavaliers de Cleveland  | 3 avril 2016     | 1        | @ Heat de Miami | 27 avril 2016 |
| Contres                    | 5                | 2 fois                    | 2 fois           | 2        | 2 fois          | 2 fois        |
| Balles perdues             | 6                | @ Wizards de Washington   | 29 décembre 2018 | 2        | 3 fois          | 3 fois        |
| Minutes jouées             | 42               | @ Heat de Miami           | 8 mars 2017      | 26       | Heat de Miami   | 23 avril 2016 |

- Double-double : 31
- Triple-double : 0

Dernière mise à jour : 16 mai 2021